# Enfrentamientos afar-somalíes
Los enfrentamientos afar-somalíes fueron conflictos territoriales entre las regiones Afar y Somalí de Etiopía. El conflicto actual, que comenzó en 2014, se centra en tres kebeles especiales habitados por somalíes étnicos del clan Issa. Estos tres kebeles especiales incluyen el Adaytu (en afar: Qadaytu; en somalí: Cadayto) en el woreda de Mille, Undufo (en afar: Qundafaqo; en somalí: Cundhufo) en el woreda de Gewane, y Gedamaytu (en afar: Gadamaytu; en somalí: Garba-Ciise) en el woreda de Amibara.

## Historia
En 2014, el gobierno federal, encabezado por el Frente Democrático Revolucionario del Pueblo Etíope (EPRDF), redibujó la frontera entre las dos regiones. Como resultado, la región somalí perdió tres aldeas en la región de Afar. Desde entonces han estado tratando de volver a poner las aldeas bajo su control.
Según Crisis Group desde que comenzaron los conflictos entre los grupos, se han cobrado decenas de vidas. En octubre de 2020, 27 personas fueron asesinadas. El 2 de abril de 2021, 100 pastores de ganado fueron asesinados a tiros.
El 24 de julio de 2021, estallaron enfrentamientos en la ciudad de Garbaiisa. Los enfrentamientos, que mataron a 300 personas, fueron seguidos por protestas masivas en la región somalí, con bloqueos de carreteras en la única carretera que sale del asentamiento y la destrucción parcial de la línea ferroviaria que entra en Yibuti, por donde pasa el 95% del comercio marítimo de Etiopía.
El conflicto se ha extendido a Yibuti, donde afars y somalíes se enfrentaron en el suburbio de Balbala de la ciudad de Yibuti. Como resultado, el 1 de agosto la embajada de los Estados Unidos en Yibuti emitió una alerta de manifestación advirtiendo de disturbios en las áreas de Balbala y Arhiba de la ciudad de Yibuti.